# Чагра
Чагра (на руски: Чагра) е река в Самарска и Саратовска област на Русия, ляв приток на Волга. Дължина 251 km. Площ на водосборния басейн 3440 km².
Река Чагра води началото си от северния склон на възвишението Каменни Сърт (западната част на обширното възвишение Общ Сърт), на 144 m н.в., при село Алексеевски, в южната част на Самарска област. Тече основно в западна посока в широка и плитка долина, като силно меандрира. В миналото се е вливала отляво в река Волга, при нейния 1209 km, на територията на Саратовска област. Сега се влива в Чагринския залив на Саратовското водохранилище, на 23 m н.в., на 4 km западно от село Орловка в югозападния ъгъл на Самарска област, като не навлиза на територията на Саратовска област. Основните ѝ притоци са леви: Черненкая (72 km) и Стерех (56 km). Има смесено подхранване с преобладаване на снежното. Чагра е типична степна река с ясно изразено пролетно пълноводие и лятно и есенно маловодие, когато в горното и средното течение пресъхва на големи участъци. Среден годишен отток на 78 km от устието 3,5 m³/s. Замръзва през ноември или декември, а се размразява през април. Основна причина за пресъхването ѝ през лятото е масовото използване на водите ѝ за напояване. По течението ѝ са разположени множество, предимно малки населени места, в т.ч. районният център село Хворостянка в Самарска област.